# Back Issue!
Back Issue! è un periodico statunitense pubblicato da TwoMorrows Publishing, con sede a Raleigh (Carolina del Nord). Fondato nel 2003 e pubblicato otto volte l'anno, ha articoli e illustrazioni sui fumetti dagli anni '70 ad oggi.
Curata dall'ex scrittore e redattore di fumetti Michael Eury, la rivista è stata concepita come sostituto di Comic Book Artist, che il redattore e proprietario Jon B. Cooke aveva trasferito da TwoMorrows a una diversa casa editrice nel 2002.
Tra gli autori della serie figurano Mark Arnold, Michael Aushenker, Glenn Greenberg, George Khoury, Andy Mangels e Richard A. Scott .
Back Issue! è stato vincitore ex aequo dell'Eisner Award 2019 per il miglior periodico/giornalismo a fumetti insieme a PanelxPanel.